# Mazirot
Mazirot település Franciaországban, Vosges megyében. Lakosainak száma 237 fő (2022. január 1.). Mazirot Ambacourt, Avillers, Bettoncourt, Chauffecourt, Gircourt-lès-Viéville, Mirecourt, Poussay és Villers községekkel határos.

## Népesség
A település népességének változása:
| Lakosok száma | 220  | 219  | 229  | 224  | 226  | 228  | 232  | 234  | 237  |
|               | 2013 | 2015 | 2016 | 2017 | 2018 | 2019 | 2020 | 2021 | 2022 |